# Xenocypris hupeinensis
Xenocypris hupeinensis är en fiskart som först beskrevs av Yih, 1964.  Xenocypris hupeinensis ingår i släktet Xenocypris och familjen karpfiskar. IUCN kategoriserar arten globalt som otillräckligt studerad. Inga underarter finns listade i Catalogue of Life.